# Strzelecki Przechód
Strzelecki Przechód – szeroka przełęcz położona na wysokości ok. 2100 m n.p.m. w słowackiej części Tatr Wysokich. Stanowi ona najniższe zagłębienie w wale łączącym masyw Ostrego Szczytu ze Strzelecką Turnią. Obecnie przez Strzelecki Przechód biegnie żółto znakowany szlak turystyczny schodzący z przełęczy Czerwona Ławka do Doliny Staroleśnej (odcinek między Strzeleckimi Polami a Siwą Kotliną).
Strzelecki Przechód był przełęczą od dawna znaną przez licznie odwiedzających Dolinę Staroleśną myśliwych. Następnie przełęcz ta stała się popularna wśród turystów. Pierwszego zimowego wejścia turystycznego dokonali Lajos Károly Horn, Siegfried Neumann i Jenő Serényi, a było to 15 kwietnia 1911 r.

## Szlaki turystyczne
– żółty szlak od Schroniska Téryego w Dolinie Małej Zimnej Wody przez Dolinkę Lodową, Czerwoną Ławkę i górne piętro Doliny Staroleśnej do Schroniska Zbójnickiego. Kiedyś szlak był jednokierunkowy, teraz można nim chodzić w obu kierunkach. Jest czynny od 1 czerwca do 31 października.
- Czas przejścia ze Schroniska Téryego na przełęcz: 1:30 h
- Czas przejścia z przełęczy do Schroniska Zbójnickiego: 1:45 h